# Pye Hastings
Julian Frederick Gordon (Pye) Hastings (Taminavoulin, Schotland, 21 januari 1947) is een Britse musicus uit de wereld van de progressieve rock. Hastings was de leidende figuur in Caravan, een van de centrale groepen in de Canterbury-scene.
Pye Hastings is geboren in Taminavoulin, Banffshire, in Schotland. Op 10-jarige leeftijd verhuisde Hastings met zijn familie naar Lydden in Kent. In 1963 ging hij voor een korte vakantie naar Spanje, maar zijn verblijf daar groeide uit tot een reis van een jaar door Spanje en Marokko. Terug in Engeland werkte hij in allerlei verschillende tijdelijke baantjes. Jane, de zus van Pye, had op dat moment een relatie met Kevin Ayers. Pye ging ook aan de slag met een gitaar, en na het vertrek van Richard Sinclair uit The Wilde Flowers kon hij daar bij de repetities invallen. Hem werd gevraagd om als lid te blijven, en na het vertrek van Robert Wyatt naar Soft Machine nam Pye ook de zang voor zijn rekening. Na het vertrek van Brian Hopper vormden de overgebleven leden Caravan: Hastings, Richard Coughlan, David Sinclair en bassist Dave Lawrence. Lawrence werd nog vervangen door Richard Sinclair, waarna de eerste versie van Caravan stond.
Hastings en Caravan zijn onlosmakelijk met elkaar verbonden. Hastings heeft wel solo geprobeerd, maar naar eigen zeggen was hij daar niet geschikt voor. Hij kon goed liedjes schrijven maar had de band nodig, zag in zichzelf niet een bijzondere gitarist. Zijn teksten schrijft hij vaak op het allerlaatste moment. Pye heeft druk nodig om tot een prestatie te komen, en regelmatig komen er dan wel bijzondere teksten uit naar voren.
De muziek van Caravan is voor het grootste deel door Hastings geschreven, met uitzondering van de elpees Cunning Stunts en In the Land of Grey and Pink. Hastings was de creatieve geest van Caravan, en heeft al de verschillende formatiewijzigingen overleefd (samen overigens met drummer Richard Coughlan). Het doorzettingsvermogen van Hastings heeft ervoor gezorgd dat de band tot 1982 bleef bestaan.
Na het uit elkaar gaan van de band bleef Hastings liedjes schrijven, maar die zouden pas veel later uitgebracht worden. Van 1990 tot 1992 is de band weer kort bij elkaar, maar de nieuwe muziek neemt Hastings pas op wanneer hij in 1994 een aanbod voor een soloalbum krijgt. Na een desastreus verlopen tour met voormalig leden van Camel, onder de naam Mirage, verandert het soloproject in het voorjaar van 1995 in een nieuw album van Caravan: The Battle Of Hastings. Het album wordt gevolgd door All Over You, een album dat met name voortkomt uit de samenwerking tussen Hastings en Geoffrey Richardson.
Hierna gaat de band weer optreden. De line-up is nu Pye Hastings, David Sinclair, Richard Coughlan, Jimmy Hastings, Jim Leverton, Doug Boyle, Geoffrey Richardson en Simon Bentall. In 1999 wordt nog een album uitgebracht met opnieuw opgenomen oudere nummers. Een nieuw soloproject in het begin van het nieuwe millennium loopt weer uit op een Caravan album: The Unauthorised Breakfast Item. Voorafgaand was er weer onenigheid tussen David Sinclair en Hastings over de muzikale koers, met als gevolg het vertrek van Sinclair en zijn vervanging door Jan Schelhaas. Na het verschijnen van het album in 2003 wordt er weer uitgebreid opgetreden. Gezondheidsproblemen van Coughlan maakten dat de band eind 2005 niet optrad.